# Орлов Дмитро Володимирович
Дмитро Володимирович Орлов (рос. Дмитрий Владимирович Орлов; 23 липня 1991, м. Новокузнецьк, СРСР) — російський хокеїст, захисник. Виступає за «Вашингтон Кепіталс» у Національній хокейній лізі. Заслужений майстер спорту Росії (2014).
Вихованець хокейної школи «Металург» (Новокузнецьк). Виступав за «Металург» (Новокузнецьк), «Кузнецькі Ведмеді», «Герші Берс» (АХЛ).
В чемпіонатах НХЛ — 119 матчів (6+25), у турнірах Кубка Стенлі — 0 матчів (0+0).
У складі національної збірної Росії учасник чемпіонату світу 2014 (3 матчі, 0+1). У складі молодіжної збірної Росії учасник чемпіонатів світу 2010 і 2011. У складі юніорської збірної Росії учасник чемпіонатів світу 2008 і 2009.
Досягнення
- Чемпіон світу (2014)
- Переможець молодіжного чемпіонату світу (2011)
- Срібний призер юніорського чемпіонату світу (2008, 2009)
- Володар Кубка Стенлі (2018).

Нагороди
- Найцінніший гравець МХЛ (2010)